# محسن‌آباد (برخوار)
محسن‌آباد، روستایی از توابع بخش مرکزی شهرستان برخوار در استان اصفهان ایران است.

## جمعیت
این روستا در دهستان برخوار مرکزی قرار دارد و براساس سرشماری مرکز آمار ایران در سال ۱۳۸۵، جمعیت آن ۳٬۰۷۴ نفر (۷۸۱خانوار) بوده‌است.